# Cremastus arcuatus
Cremastus arcuatus är en stekelart som beskrevs av Cockerell 1921. Cremastus arcuatus ingår i släktet Cremastus och familjen brokparasitsteklar. Inga underarter finns listade i Catalogue of Life.